# 中央山 (席爾馬赫山)
70°45′S 11°40′E / 70.750°S 11.667°E
中央山（英語：Tsentral'naya Hill）是南極洲的山丘，位於毛德皇后地的阿斯特里德公主海岸，屬於席爾馬赫山的一部分，海拔高度205米，在1961年由蘇聯探險隊繪入地圖。